# Quest Society
Die Quest Society (Die suchende Gesellschaft) war eine theosophische Organisation die aus der Theosophischen Gesellschaft Adyar (Adyar-TG) hervorging. Sie bestand von 1909 bis 1930.

## Geschichte
Anfang 1906 kam es in der Adyar-TG zum sogenannten Leadbeater-Skandal (Leadbeater case). Dabei wurde Charles Webster Leadbeater beschuldigt, homosexuelle Beziehungen zu seinen Schülern gehabt zu haben. Am 16. Mai 1906 folgte sein Ausschluss aus der Theosophischen Gesellschaft. Kurz darauf, am 17. Februar 1907 starb jedoch Henry Steel Olcott, der Präsident der Adyar-TG. Seine Nachfolgerin Annie Besant, die im Juni 1907 neue Präsidentin der Adyar-TG geworden war, vollzog einen Kurswechsel und setzte gegen den Widerstand zahlreicher Theosophen im Januar 1909 die Wiederaufnahme Leadbeaters durch. Auch George Robert Stow Mead (G. R. S. Mead) opponierte heftig gegen diese Entscheidung und als dies erfolglos blieb, trat er, neben rund 700 weiteren Theosophen, am 20. Februar 1909 aus der Adyar-TG aus. 
Mead gründete daraufhin am 11. März 1909 in London eine eigene, von der Adyar-TG unabhängige Organisation, die Quest Society, deren Präsident er wurde. Etwa 150 frühere Theosophen und 100 weitere Interessenten traten der neuen Organisation bei. Um die Ziele und Anschauungen der neuen Organisation den Mitgliedern, aber auch Außenstehenden vermitteln zu können, rief Mead eine eigene Zeitschrift, The Quest (siehe unten), ins Leben, für die er auch als Herausgeber fungierte.
Mead formulierte die Ziele der Quest Society:
- Erforschung und vergleichendes Studium von Religion, Philosophie und Wissenschaft auf der Grundlage praktischer Erfahrung.
- Die gefundenen Gedanken in ermunternder und ansprechender Form zum Ausdruck zu bringen.

Schwerpunkte lagen bei der Beschäftigung mit Gnostizismus, Neuplatonismus, Hermetik und Religion sowie der antiken griechischen und ägyptischen Literatur.
Mitglieder waren so prominente Persönlichkeiten wie William Butler Yeats, Harriet Shaw Weaver, Rebecca West, Dorothy Shakespear, Jessie Laidlay Weston, Wyndham Lewis oder Arthur Edward Waite. Mindestens ein Naheverhältnis hatten Martin Buber und Gershom Scholem.
Die Weltwirtschaftskrise 1929 brachte auch Mead und eine Reihe von Mitgliedern der Quest Society in finanzielle Schwierigkeiten, so dass die Organisation 1930 aufgelöst werden musste. Eine Reihe von Mitgliedern gründeten Nachfolgeorganisationen, so z. B. die Search Society oder Society for Promoting the Study of Religions.

## The Quest
The Quest (Die Suche) erschien von 1909 bis 1930 in London. 
Vor seinem Austritt aus der Adyar-TG hatte Mead die theosophische Zeitschrift The Theosophical Review herausgegeben, diese musste nach seinem Ausscheiden eingestellt werden. Da The Quest kurz nach dem Einstellen des Theosophical Review startete und Mead der Herausgeber war, wird deshalb manchmal The Quest als Nachfolgerin gesehen. Dies obwohl Mead und die Quest Society sich klar von der Theosophischen Gesellschaft distanzierten.
Das Blatt erschien vierteljährlich, die erste Ausgabe im Oktober 1909. In der Tradition der westlichen Mysterien stehend, lag der Schwerpunkt bei Gnostizismus, Neuplatonismus, Hermetik und Religion. Die Bandbreite der veröffentlichten Artikel reichte von Henri Bergson über Arthur Edward Waite bis zu Daisetz Teitaro Suzuki. 
Als die Organisation 1930 aufgelöst werden musste, bedeutete das auch das Ende der Zeitschrift The Quest. Die letzte Ausgabe erschien Juli 1930.